# Skärsjön (Ringamåla socken, Blekinge)
Skärsjön är en sjö i Karlshamns kommun i Blekinge och ingår i Bräkneån-Mieåns kustområde. Sjön är 3 meter djup, har en yta på 0,0365 kvadratkilometer och befinner sig 105 meter över havet.